# Moon River, Ontario
Moon River är ett vattendrag i Kanada.   Det ligger i provinsen Ontario, i den sydöstra delen av landet, 300 km väster om huvudstaden Ottawa. Moon River ligger vid sjön Healey Lake.
I omgivningarna runt Moon River växer i huvudsak blandskog. Runt Moon River är det mycket glesbefolkat, med 4 invånare per kvadratkilometer.